# AeroCube 3
 (décembre 2016).
Si vous disposez d'ouvrages ou d'articles de référence ou si vous connaissez des sites web de qualité traitant du thème abordé ici, merci de compléter l'article en donnant les références utiles à sa vérifiabilité et en les liant à la section « Notes et références ».
Aerocube 3 est un nano-satellite de format CubeSat développé par The Aerospace Corporation (en) et destiné à effectuer des expériences technologiques. Il a été placé en orbite le 19 mai 2009 par une fusée Minotaure depuis le centre de lancement de Wallops Island. Deux satellites de la même série, AeroCube 1 et 2, lancés auparavant n'ont pas pu fonctionner correctement.